# جيمس تي. باترسون
جيمس تي. باترسون هو ضابط وسياسي أمريكي، ولد في 20 أكتوبر 1908 في ناوغاتوك في الولايات المتحدة، وتوفي في 7 فبراير 1989 في كامدن في الولايات المتحدة. نشط حزبياً في الحزب الجمهوري. وقد انتخب عضو مجلس النواب الأمريكي ‏.